# جنگ‌های گوگوریو–بویو
جنگ‌های گوگوریو–بویو، نبردهایی بود که از سال ۶ تا ۲۲ میلادی میان امپراتوری گوگوریو و پادشاهی بویو در جریان بود.این جنگ را پادشاهی بویو به رهبری پادشاه تسو در سال ۶ میلادی آغاز و تموشین از گوگوریو در ۲۲ میلادی با فتح بویو به آن خاتمه داد. در هر سه جنگی که رخ داد ، گوگوریو پیروز شد.

## پیش زمینه
عوامل این جنگ ها به دشمنی های دیرینه میان پادشاه تسو و امپراتور جومونگ باز میگردد زمانی که هردو در حال رقابت بر سر قدرت گرفتن بودند، در حالی که جومونگ مسیر پیشرفت خود را پیش می‌گرفت تسو از آن عقب ماند.
پس از مرگ جومونگ در ۳۹ سالگی، پسرش یوری به تخت نشست، اما به اندازه پدرش شایسته نبود از این رو پادشاه تسو بیشترین بهره را برد و از بویو را توسعه داد، در نهایت تصمیم گرفت که با حملهٔ نظامی گوگوریو را نابود و پیشرفت‌های رقیب دیرینه‌اش جومونگ را خنثی کند، تسو از مدت ها قبل از شروع اولین جنگ، ارتش بویو را تجهیز و آماده سازی یک لشکرکشی بزرگ علیه گوگوریو کرد تا با تسخیر جولبون به اهداف خود برسد، بدین ترتیب اولین جنگ گوگوریو و بویو آغاز گردید.

## نبرد اول
در سال۶ میلادی پادشاه تسو، سومین و آخرین پادشاه بویوی شرقی، پس از امتناع پادشاه یوری، دومین فرمانروای گوگوریو، از تحویل گروگان سلطنتی خواسته‌شده، تصمیم به حمله نظامی گرفت . او خود سردار ارتشی مرکب از حدود ۵۰٬۰۰۰ نفر بود و مستقیماً به قلمرو گوگوریو حمله کرد.اما تجاوز در زمستان رخ داد و بارش سنگین برف با سرمای شدید، باعث مرگ و تلفات گسترده در میان نیروهای مهاجم شد. این شرایط طاقت‌فرسا نیروهای بویو را وادار به عقب‌نشینی کرد، بدون آنکه نتیجه‌ی نظامی قابل توجهی رقم بخورد.

## نبرد دوم
در نبرد هاکبان-ریونگ، ارتش بویو به رهبری پادشاه تسو برای حمله به گوگوریو از گذرگاه باریک کوهستانی عبور کرد. شاهزاده نوجوان گوگوریو، موهیول، با وجود برتری عددی دشمن، با تاکتیک کمین و استفاده از جغرافیای منطقه، سپاه بویو را غافلگیر و نابود کرد. این شکست برای بویو فاجعه‌بار بود و تنها پادشاه تسو با شمار اندکی از همراهانش گریخت. این پیروزی نمونه‌ای برجسته از برتری استراتژی بر نیروی محض بود و بعدها الگوی دفاعی گوگوریو در برابر تهاجمات چین شد.

## نبرد آخر
در سال ۲۱ میلادی، تموشین که به اوج قدرت و اعتمادبه‌نفس رسیده بود، تصمیم گرفت پیش از آن‌که بویو حمله‌ای تازه آغاز کند، خود ضربه نهایی را وارد سازد. ارتش گوگوریو با برنامه‌ای حساب‌شده به شمال تاخت و مستقیماً به قلب قلمرو بویو شرقی نفوذ کرد تا با حمله‌ای سریع، فرماندهی دشمن را از هم بپاشد.
سامگوک ساگی، منبع اصلی این رویداد، نبرد را آمیخته با نمادها و نشانه‌های اسطوره‌ای روایت می‌کند؛ از کلاغ سرخ دوپیکره‌ای که به نشانه اتحاد تعبیر شد، تا دیگ جادویی و اسب الهی که روحیه سپاه را تقویت کردند.
در عمل، استراتژی دائموسین بر تله‌گذاری استوار بود. او اردوگاه خود را در زمین باتلاقی برپا کرد و پادشاه تسو، که خشم و غرور او را بی‌احتیاط کرده بود، با سواره‌نظامش مستقیم به آن یورش برد. اسب‌ها در گل گیر افتادند و برتری تحرک بویو از میان رفت. همان لحظه، نیروهای کمین‌کرده گوگوریو از چهار سو حمله کردند و ژنرال گویو با کشتن پادشاه تسو، پایان نبرد را رقم زد. با مرگ او، ارتش بویو فروپاشید و پیروزی کامل از آن گوگوریو شد.
پس از سقوط بویوی شرقی به دست پادشاه تموشین و ژنرال گویو، بعد ها تمام خاک بویو بدون هیچ جنگی ضمیمهٔ گوگوریو شد.

## تصویرسازی مدرن
- مجموعه تلویزیونی سرزمین بادها محصول کی‌بی‌اس ۲۰۰۸~۲۰۰۹